# Hestadagar

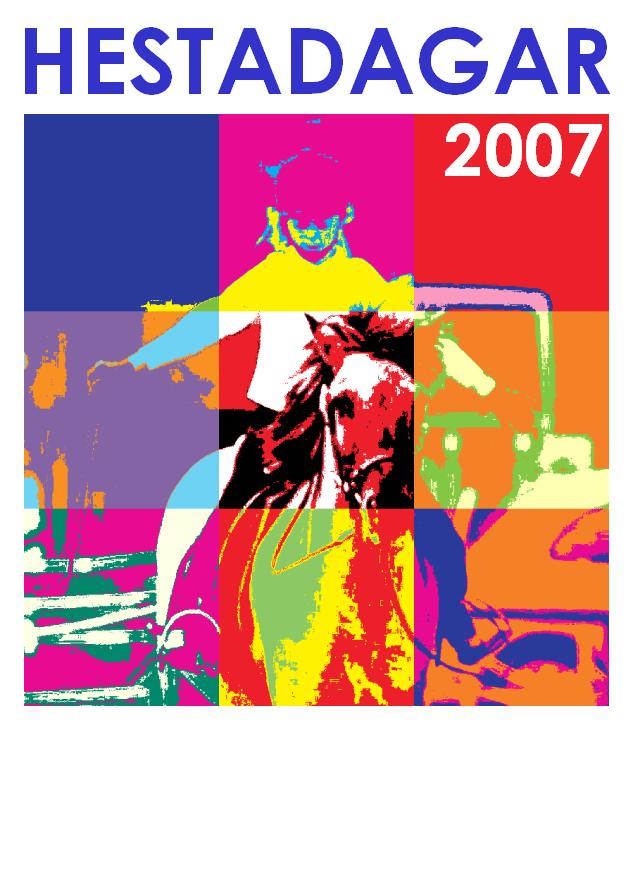
Hestadagar Signet 2007

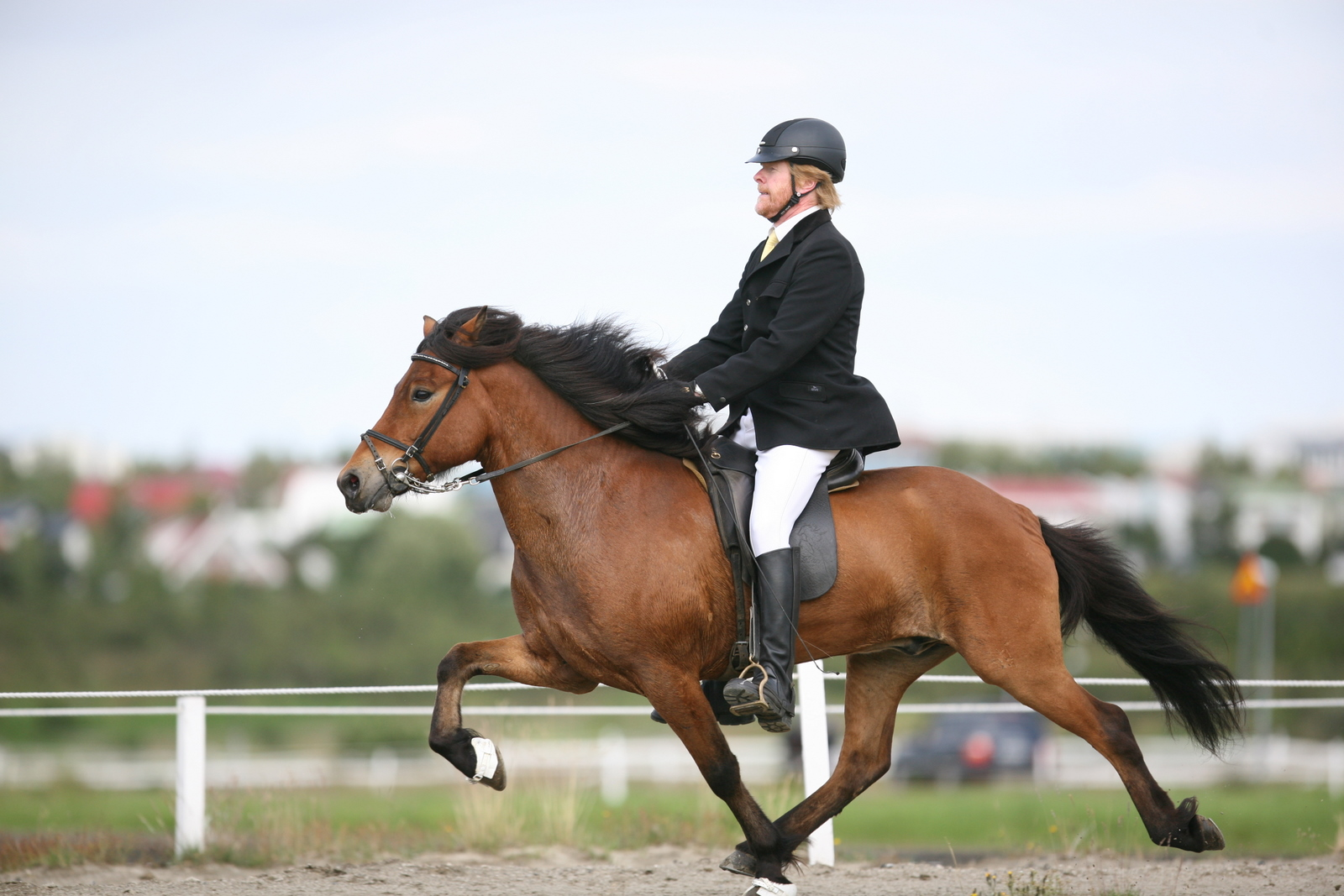
Rennpass

Hestadagar sind Veranstaltungen mit Wettbewerben für Freizeitreiter. Das Wort Hestadagar kommt aus dem Isländischen und bedeutet „Pferdetage“. Die Grundidee der Hestadagar ist, ein speziell auf Freizeitreiter angepasstes Aufgabenprogramm mit eigenen Leitgedanken zur Verfügung zu stellen. Im Vordergrund steht nicht der Leistungsgedanke, sondern Spaß, Lernwille und Horsemanship. Das Hestadagar-Konzept entstammt der Islandpferde-Reiterei. Hestadagar sind prinzipiell offen für alle Pferderassen, wenn diese für die jeweilige Aufgabe geeignet sind. Hestadagar können als eigene Veranstaltungen oder als Teil von Breitensport- und Sportturnieren angeboten werden. Die Anforderungen an Beschlag, Ausrüstung, Sattelung und Zäumung unterscheiden sich vom Leistungssport. Hestadagar sollen von speziell fortgebildeten Richtern bewertet werden.

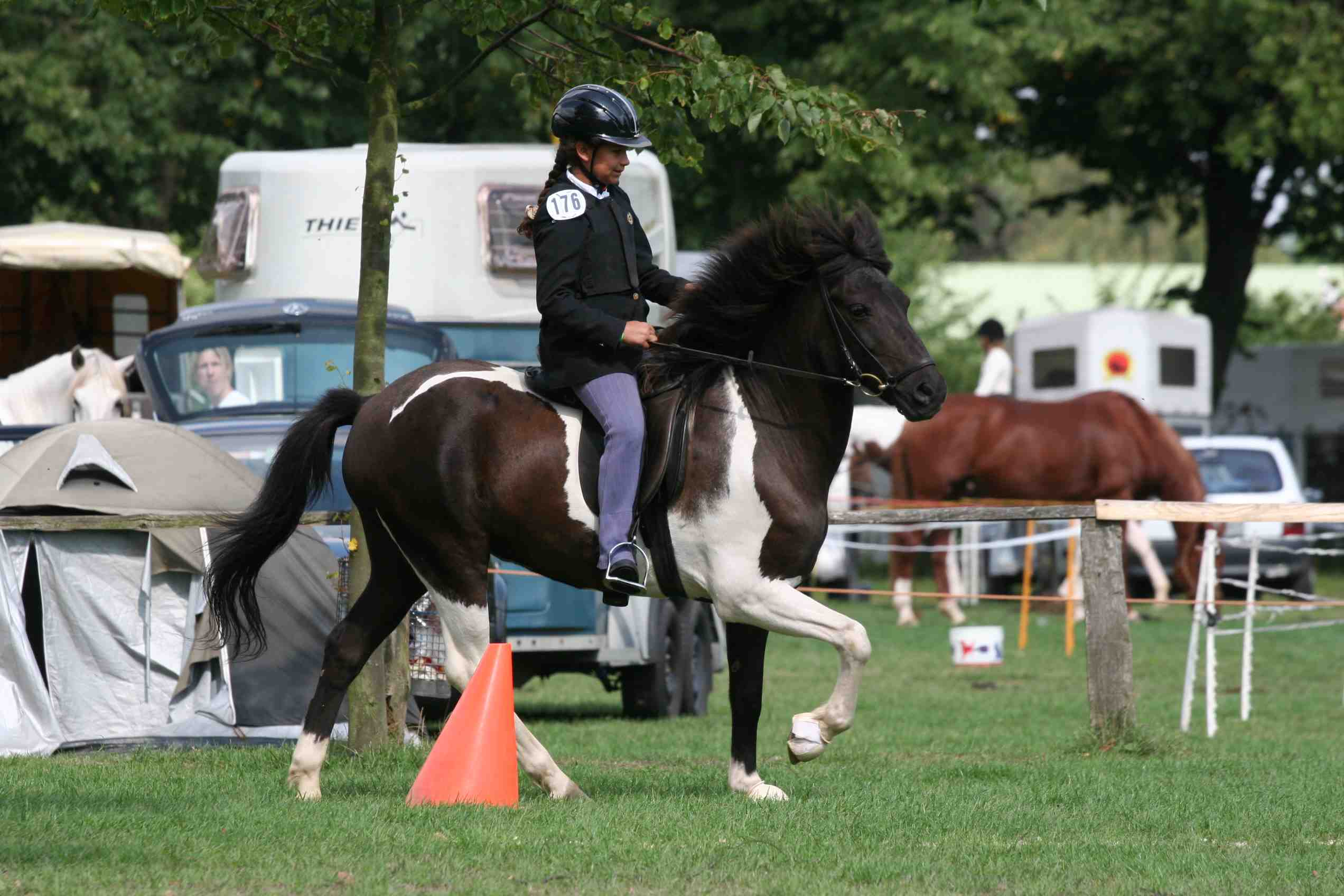
Töltgeschicklichkeit

## Geschichte
Die Hestadagar-Idee wurde von einer Gruppe von Islandpferdreitern in Norddeutschland Ende der 1990er Jahre entwickelt. In der Region des größten deutschen Reitvereins, des Islandpferde Zucht- und Sportvereins Nord e.V. (Hamburg/Schleswig-Holstein und Niedersachsen) wurden Hestadagar daraufhin mit Erfolg erprobt. Das Hestadagar Konzept mit den Leitgedanken, Beispielen von Wettbewerbsaufgaben und Richtzetteln wurde 2007 nach einem breiten Beteiligungsprozess vom Ressort Breitensport des IPZV Dachverbandes (Islandpferde-Reiter- und Züchterverband e.V.) erarbeitet und deutschlandweit veröffentlicht. Die Prinzipien des Hestadagar Konzeptes wurden 2008 von der Deutschen Reiterlichen Vereinigung (FN) in die „Wettbewerbsordnung für den Breitensport (WBO)“ aufgenommen.

## Besonderheiten des Konzeptes
Bei Hestadagar werden die Geschicklichkeit und die Qualität der Reitvorführung nach einem eigenen Leitgedanken mit besonderer Bewertung für Sitz und Einwirkung, Harmonie in der Vorstellung und Einfühlungsvermögen des Reiters unter Balance und Horsemanship bewertet. Das Maß an Geschicklichkeit und der Schwierigkeitsgrad in der Vorführung werden in die Bewertung mit einbezogen. Der Kreativität der Teilnehmer sollen möglichst weite Grenzen gesetzt werden. Die einzelnen Aufgaben des Hestadagar werden als Wettbewerbe bezeichnet, nicht als Prüfungen.
„Die ruhige und gelassene Lösung einer Teilaufgabe soll dem Reiter helfen, sich im täglichen Dialog mit seinem Pferd besser zurechtzufinden. Ziel ist es, das Freizeitreiten auf der soliden Grundlage einer für den Freizeitreiter angemessenen Ausbildung auf gut ausgebildeten Pferden zu fördern.... Das ruhige Lösen einer Aufgabe hat unbedingten Vorrang vor Schnelligkeit und Perfektion.“ Für Hestadagar gilt der Verhaltenskodex (Code of Conduct) der Fédération Équestre Internationale.
Die Richtzettel sollen von den Richtern mit Kommentaren versehen werden. Die kommentierten Richtzettel werden den Reitern auf Wunsch ausgehändigt.

## Wettbewerbsaufgaben
Dem Hestadagar-Konzept liegen eine Vielzahl von Wettbewerbsmöglichkeiten aus den Bereichen Gangwettbewerbe, Paarwettbewerbe, Paarreiten, Küraufgaben, Geschicklichkeit, Trail, Fahren und Handpferdereiten zugrunde. Dazu gehören zum Beispiel:
- Töltgeschicklichkeit (Absolvieren von Aufgabenteilen, die der freizeittauglichen Vorführung der Gangart Tölt dienen)
- Blinder Führer (Ein Team aus einem Reiter auf einem Pferd und einem Führer, dem die Augen verbunden sind absolviert Aufgaben.)
- Best of Dreigang  (Drei Gangarten aus Schritt, Trab, Tölt oder Galopp werden mehrfach oder einfach im Rahmen einer Küraufgabe mit speziell gewählter Musik gezeigt)
- Fahren vom Boden  (Als Einzelaufgabe, in Form einer Kür oder als Gruppenwettbewerb mit angesagten Aufgaben nach Maßgabe der Richter)

und viele andere mögliche Aufgaben. Die jeweilige Aufgabenausgestaltung soll variierbar sein und an die vorhandene örtliche Situation angepasst werden. Wenn ein Aufgabenteil nicht oder nicht vollständig erfüllt ist führt dies nicht zur Disqualifikation, sondern es gibt nur für diesen Aufgabenteil keine Punkte.